# Riksettan (tidskrift)
Riksettan var en nostalgisk tidskrift om bilismens guldålder, d.v.s. 1950- och 1960-talet. I varje nummer gjordes ett längre reportage om någon av de gamla riksvägarna i Sverige och ett stort antal reportage om företeelser, personer eller byggnader runt dessa. Chefredaktör sedan var Jörgen Persson. Sista numret av tidningen gavs ut 2016. Namnet Riksettan kommer av det äldre namnet för vägen E4.